# Pinselohrschwein

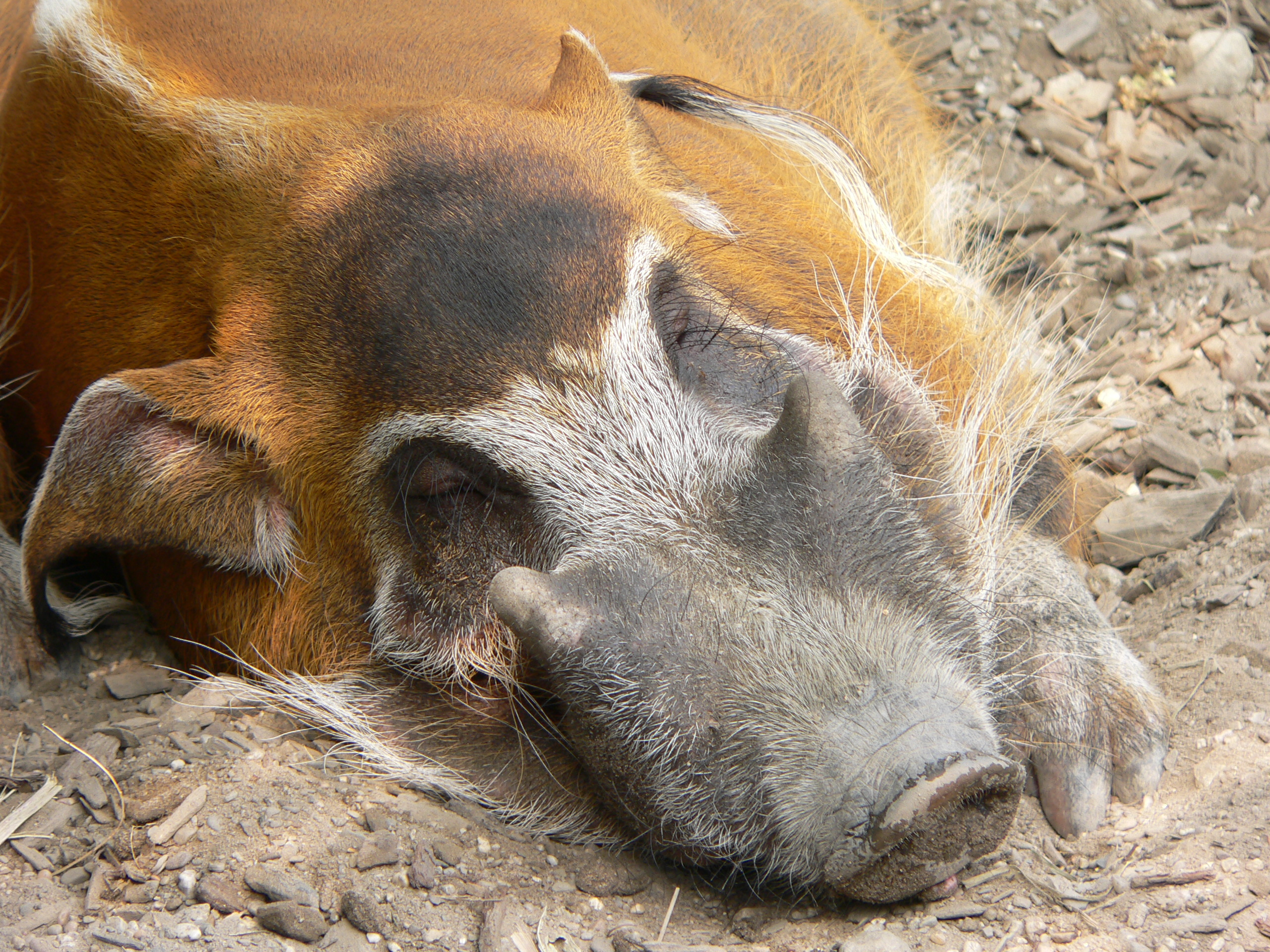
Kopf eines Pinselohrschweins

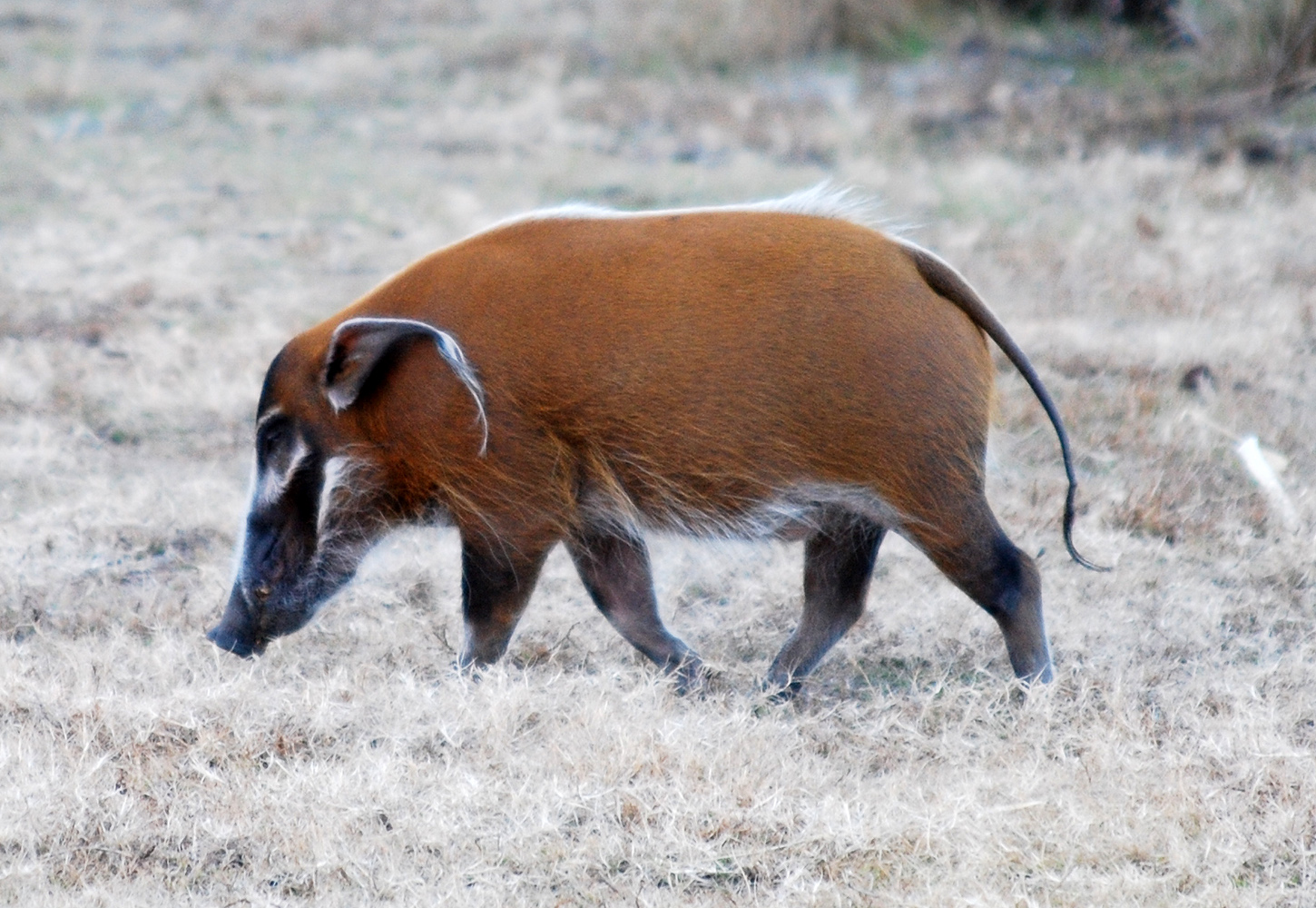
Pinselohrschwein im Walt Disney World Resort

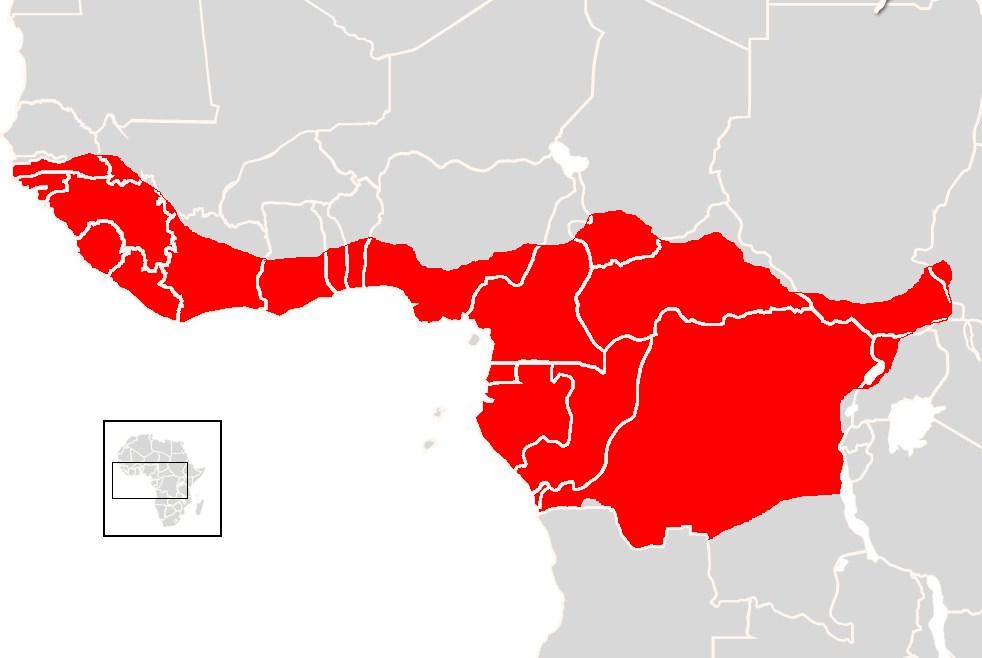
Verbreitungsgebiet laut IUCN

Das Pinselohrschwein oder Flussschwein (Potamochoerus porcus) ist eine Säugetierart aus der Familie der Echten Schweine (Suidae).

## Merkmale

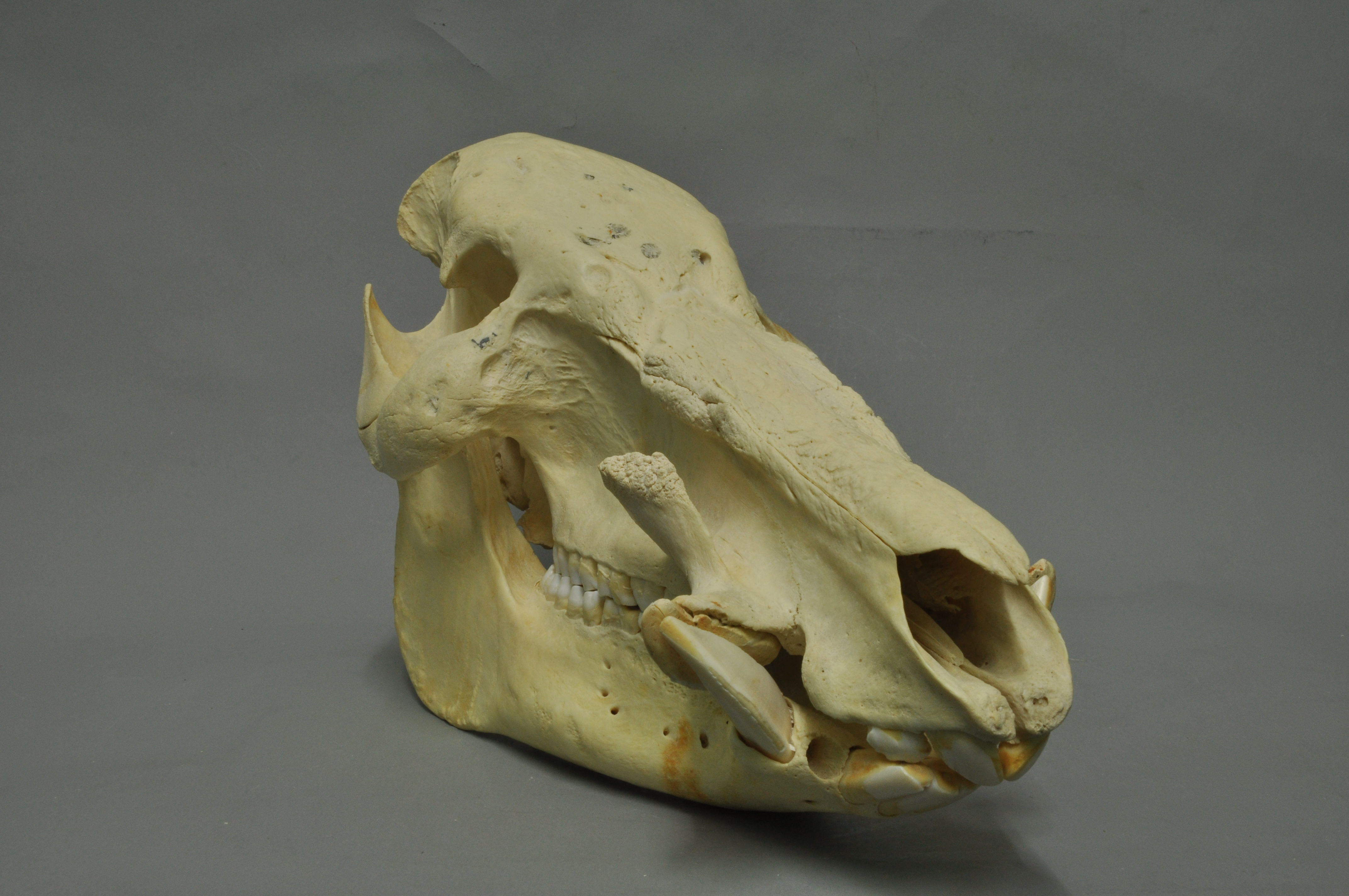
Schädel (Sammlung Museum Wiesbaden)

Pinselohrschweine zählen zu den am auffälligsten gefärbten Schweinen. Die Grundfärbung ihres Fells ist rötlichbraun, entlang des Rückens erstreckt sich ein weißer Aalstrich. Das Gesicht ist schwarz gefärbt und weist weiße Augenringe und einen weißen Rüssel auf. Charakteristisch ist der lange Backenbart und die namensgebenden schwarzen oder weißen Büschel an den blätterförmigen Ohren. Beide Geschlechter haben Hauer. Diese verlängerten Eckzähne wachsen aus Ober- und Unterkiefer und schleifen sich aneinander ab. Die Männchen haben außerdem warzenartige Auswüchse des Nasenbeins unterhalb der Augen.
Der Körperbau ist rundlich, die Beine sind kurz und kräftig und der verhältnismäßig lange Schwanz ist – abgesehen von der Quaste – unbehaart. Diese Tiere erreichen eine Kopf-Rumpf-Länge von 100 bis 150 Zentimetern, eine Schulterhöhe von 55 bis 80 Zentimetern und ein Gewicht von 45 bis 120 Kilogramm.

## Verbreitung und Lebensraum
Pinselohrschweine leben im westlichen und zentralen Afrika, ihr Verbreitungsgebiet erstreckt sich vom Senegal bis in die Demokratische Republik Kongo. Sie sind nicht wählerisch in Bezug auf ihren Lebensraum und sind sowohl in Wäldern als auch in Savannen und Sümpfen zu finden. Allzu trockene Gebiete meiden sie jedoch.

## Lebensweise
Diese Schweine sind nachtaktiv, tagsüber ziehen sie sich in selbstgegrabene Mulden in tiefer Vegetation zurück. Sie leben in Familiengruppen von 2 bis 15 Tieren, die oft von einem Keiler begleitet werden. Sie sind territorial und markieren ihre Reviere durch Drüsensekrete oder indem sie Baumstämme mit ihren Hauern anritzen. Die Mähne und die Quasten können aufgestellt werden, damit das Tier größer erscheint.
Im Bedrohungsfall können sie schnell laufen und gut schwimmen. Manchmal verteidigen sie sich aber auch gegenüber ihren Fressfeinden (meist Katzen oder Hyänen), indem sie diese attackieren.

## Nahrung
Pinselohrschweine sind Allesfresser, die Wurzeln, Knollen und Früchte, aber auch Insekten, kleine Wirbeltiere und Aas zu sich nehmen.

## Fortpflanzung
Nach einer rund 120- bis 130-tägigen Tragzeit bringt das Weibchen ein bis sechs (durchschnittlich vier) Jungtiere zur Welt. Die Neugeborenen tragen helle Fellstreifen, sie sind Nestflüchter und können der Mutter schon kurz nach der Geburt folgen. Männchen und Weibchen einer Gruppe kümmern sich um den Nachwuchs, der nach zwei bis vier Monaten entwöhnt und mit zwei bis drei Jahren geschlechtsreif wird.

## Pinselohrschweine und Menschen
Nachdem die natürlichen Feinde der Pinselohrschweine wie Leoparden durch den Menschen dezimiert wurden, haben sich die Schweine zum Teil beträchtlich ausgebreitet. Mancherorts werden sie als Plage angesehen, da sie in Plantagen einfallen und diese verwüsten können. Insgesamt ist die Art weit verbreitet und zählt nicht zu den bedrohten Arten.

## Systematik
Das Pinselohr- und das Buschschwein wurden früher als eine gemeinsame Art betrachtet. Heute werden sie, auch aufgrund der Unterschiede im Äußeren (Buschschweine sind weniger farbenfroh) und des getrennten Verbreitungsgebietes (Buschschweine leben im östlichen und südlichen Afrika) als getrennte Arten geführt. Gemeinsam bilden sie die Gattung der Buschschweine (Potamochoerus).